# Morro do Seminário e entorno (Cuiabá)
O Morro do Seminário e entorno é um bem tombado localizado no no bairro Dom Aquino, no município de Cuiabá, no Mato Grosso.
No alto do morro fica a Igreja de Nossa Senhora do Bom Despacho.

## História por trás do nome
O Morro do Seminário e entorno possui este nome devido ter sido espaço do antigo Seminário de Nossa Senhora da Conceição. O seminário teve as obras iniciadas no ano de 1858, serviu de hospital durante a pandemia de variola, instituto histórico, centro de letras e também de sede da Rádio Difusora de Cuiabá. 
No ano de 1964, as atividades do seminário foram transferidas para o Seminário do Cristo Rei na cidade de Várzea Grande, dando o espaço do prédio para a Rádio Difusora de Cuiába. Mesmo com saída do seminario do local, o Morro ainda leva o nome do mesmo. 